# Brancaleone s'en va-t-aux croisades
Pour les articles homonymes, voir Brancaleone (homonymie).
Pour plus de détails, voir Fiche technique et Distribution.
Brancaleone s'en va-t-aux croisades (Brancaleone alle crociate) est une épopée bouffonne italo-algérienne réalisée par Mario Monicelli en 1970.
Le film fait suite à L'Armée Brancaleone qui est sorti en 1966.

## Synopsis
Dans l'Italie médiévale, le chevalier Brancaleone dirige une petite compagnie sur le chemin des croisades. Ils atteignent un rivage, traversent et croient avoir traversé l'océan, mais les eaux se révèlent n'être qu'un petit lac. Sans se décourager, ils passent à autre chose. Les partisans d'un pape nouvellement élu abattent la presque totalité des troupes de Brancaleone, considérés comme hérétiques et les enterrent à l'envers. Il fait partie des rares survivants et la mort armée d’une faux lui accorde un sursis afin qu'il puisse mourir de façon chevaleresque. Il reprend chemin et empêche un guerrier allemand de noyer un bébé dans un panier. L'enfant est le fils du roi, que son frère Turon voulait renverser et éliminer le successeur. L'Allemand intègre l'équipe de Brancaleone, il sauve ensuite la sorcière Tiburzia du bûcher, puis la troupe fait la rencontre d'une lépreuse couverte de bandelettes et de clochettes. Brancaleone doit ensuite arbitrer la rivalité entre les papes Grégoire et Clément, pour ce faire, Brancaleone doit marcher sur un chemin de braises. Il le fait mais pour se soulager de ses brûlures au pied, il se jette dans un fleuve alors qu'il ne sait pas nager, il est sauvé par le lépreux qui se révèle être Berthe d'Avignon, charmante aristocrate, qui lasse de se faire violer par tout le monde a choisi ce déguisement. Son apparition réveille la jalousie de Tiburzia, la sorcière. A Jérusalem, le roi reprend son fils, et Tiburzia doit prouver qu'elle est bien une sorcière. La situation militaire est dans l'impasse. Le roi des Maures suggère un combat cinq à cinq, le vainqueur devant décider de la vie et de la mort des vaincus. A la dernière seconde, Brancaleone est sur le point de gagner le combat, mais Tiburzia lui fait tomber une noix de coco sur le crâne à l'aide de sa sorcellerie, par jalousie en raison de ses projets de mariage avec Berthe. Les chrétiens sont exterminés, et Brancaleone échappe à la mort uniquement parce que Tiburzia se sacrifie par amour pour lui.

## Fiche technique
- Titre : Brancaleone s'en va-t-aux croisades
- Titre original : Brancaleone alle crociate
- Réalisation : Mario Monicelli, assisté de Carlo Vanzina
- Scénario : Agenore Incrocci, Furio Scarpelli, Mario Monicelli
- Musique : Carlo Rustichelli
- Photographie : Aldo Tonti
- Montage : Ruggero Mastroianni
- Effets spéciaux : Armando Grilli
- Pays de production :  Italie,  Algérie
- Genre : Comédie
- Durée : 116 minutes
- Dates de sortie : 1970
  - Italie : 24 décembre 1970
  - Allemagne : 22 décembre 1972
  - France : 23 novembre 1977

## Distribution
- Vittorio Gassman (VF: Jean-Claude Michel) : Brancaleone da Norcia, pseudo chevalier qui, accompagné par son armée d'éclopés, cherche un destin glorieux en Terre sainte
- Stefania Sandrelli : Tiburzia da Pellocce, jeune sorcière sauvée du bûcher par Brancaleone et qui le suit par amour
- Lino Toffolo : Panigotto da Vinegia
- Gigi Proietti : le pénitent immonde (Pattume) / Saint Colombin (Santo Colombino), le stylite / la Mort
- Paolo Villaggio : Thorz
- Sandro Dori : Rozzone
- Adolfo Celi : Bohémond (Boemondo), le roi de Sicile parti à Jérusalem combattre l'hérétique
- Beba Loncar : la princesse Berthe d'Avignon (Berta d'Avignone)
- Gianrico Tedeschi : Pantaleo, l'anachorète qui vit dans une caverne
- Arnaldo Fabrizio : Cippa, le nain
- Renzo Marignano : Finogamo
- Shel Shapiro : le moine Zenone
- Augusto Mastrantoni : le pape Grégoire
- Enrico Ribulsi : le pape Clément
- Pietro De Vico : l'inquisiteur du tribunal qui juge la sorcière

## Distinctions

### Récompense
- Grand prix du Festival de Chamrousse 1977

## Analyse